# Movimento Democratico di Serbia
Il Movimento Democratico di Serbia (in serbo: Демократски покрет Србије - ДЕПОС; Demokratski Pokret Srbije - DEPOS) è stata una coalizione politica costituitasi in Serbia in occasione delle elezioni parlamentari del 1992 e in quelle del 1993. Di tale alleanza facevano parte:
- il Movimento del Rinnovamento Serbo (Srpski Pokret Obnove, SPO);
- il Partito Democratico di Serbia (Demokratska Stranka Srbije , DSS);
- il Partito Liberale Serbo (Srpska Liberalna Stranka, SLS);
- Nuova Democrazia - Movimento per la Serbia (Nova Srbija - Pokret za Srbiju, ND-PS).

In occasione delle elezioni del 1993, il DSS lasciò la coalizione ma si aggiunsero l'Alleanza Civica di Serbia (Građanski Savez Srbije, GSS) e il Partito Popolare dei Contadini (Narodna Seljačka Stranka - NSS).
La coalizione ottenne circa il 18% dei voti nel 1992 e circa il 17% nel 1993.
La coalizione si scioglierà poco dopo queste competizioni elettorali a causa dell'entrata di Nuova Democrazia - Movimento per la Serbia nel governo guidato da Mirko Marjanović e dal Partito Socialista di Serbia.
| Controllo di autorità | VIAF (EN) 141574372 · ISNI (EN) 0000 0001 2171 6006 · LCCN (EN) n95079009 |